# Mar Szachdost
Mar Szachdost – biskup Seleucji-Ktezyfonu, następca Symeona bar Sabba. Przysługiwał mu również tytuł Wielkiego Metropolity. Jego pontyfikat zaczął się po męczeńskiej śmierci poprzednika. Został konsekrowany w 341 roku i urząd biskupi pełnił do 343 roku. Podobnie jak jego poprzednicy jest uznawany przez kościoły wywodzące się z Kościoła Wschodu, za jednego z tradycyjnych Patriarchów Wschodu.

## Życiorys
Wzmianki o życiu Mar Szachdosta znajdują się w Chronicon Ecclesiasticum XIII wiecznego jakobickiego kronikarza Bar Hebraeusa i historiach kościelnych Kościoła Wschodu z XII i XIV wieku. Wspomina o nim również inne źródło dotyczące historii Kościoła Wschodu- Kronika z Siirt.

## Życie
Fragment Kroniki z Siirt:

Szachdost jest imieniem perskim i oznacza "przyjaciela króla". Pochodził on z Bet Garmai, choć niektórzy mówią, że był z Suzy. Był archidiakonem u boku Symeona Barsaby, dobrym i pobożnym człowiekiem. Po śmierci tego biskupa kościół pozostawał bez przywódcy. Mówi się, że wówczas zebrali się potajemnie wierni i ojcowie i modląc się wypisywali imiona kandydatów. Gdy zostało wypisane imię Szachdosta, ten powierzywszy się w opiekę Chrystusowi, przyjął tytuł biskupi, choć wiązało się to z ogromnym niebezpieczeństwem. Jako biskup wybrał kilku spośród swoich towarzyszy na następców tych którzy zginęli wraz z Symeonem. Pośród nich był Bar Baszmin, siostrzeniec Symeona. Wybrani zobowiązali się, że będą służyć swoim wiernym, nawet gdyby miało to doprowadzić do ich śmierci. Zaczęli więc odwiedzać chrześcijan w nocy, dodając im otuchy gdy trwały prześladowania Szapura. W końcu jednak Persowie odkryli że Szachdost jest biskupem i został on aresztowany przez magów. Trzy noce wcześniej miał wizję w której ujrzał drabinę zwisająca z nieba. Na jej szczycie stał Symeon, mówiący: "Szachdost, wespniesz się po tej drabinie tak jak i ja uczyniłem to wczoraj". Biskup od razu zrozumiał wizję i opowiedział o niej wiernym aby ich ostrzec. Trzy dni później został aresztowany w Seleucji-Ktezyfonie wraz ze 128 innymi biskupami, księżmi, diakonami i wiernymi. Spędzili w więzieniach pięć miesięcy, doświadczając w tym czasie wszelkich tortur. Byli namawiani przez magów do wyparcia się swojej wiary, ale mimo to przetrwali. Wobec tego satrapa Seleucji-Ktezyfonu rozkazał zgładzić 120 z nich, ale Szachdosta wysłał wraz z kobietami przed oblicze Szapura. Kiedy stanął przed nim, szach powiedział: "Zabiłem Symeona, przywódcę chrześcijan i wielką liczbę kleryków i biskupów. Dlaczego wiedząc o tym zdecydowałeś się stanąć na czele ludzi którymi się brzydzę?". Szachdost odpowiedział mu: "Naszym przywódcą jest Bóg Najwyższy. Jest on tym który daje nam przewodników. I tak jak morza nigdy nie wyschną, tak chrześcijaństwo nigdy nie zostanie zniszczone. Im więcej chrześcijan zabijesz, tym więcej nowych przyjmie naszą wiarę. Przeklęty szach rozgniewał się na niego, ale traktował go układnie, licząc na to że uda mu się namówić go do modlitwy do słońca, do nawrócenia go na wiarę magów. Ale niczego nie wskórał a Szachdost ciągle stał przy swojej wierze. Szach rozkazał go więc zabić a było to w tym samym czasie co w przypadku egzekucji Symeona. Jego towarzysze również zostali zabici. Stało się to w miesiącu marcu, po pięciu miesiącach więzienia. Wśród skazanych byli Miles al-Razi, jego uczeń Aborsam i inni, w tym dwie siostry Symeona. Wierni zabrali ich ciała i pochowali w kościele. Szachdost był biskupem przez dwa lata i pięć miesięcy.

Nieco inny i krótszy opis pontyfikatu Szachdosta daje fragment z Historii Kościelnej Mariego:

Szachdost miał perskie imię, które oznacza "przyjaciel króla". Pochodził z Bet Garmai, choć według innych był z Suzy i był archidiakonem przy Symeonie Barsabie. Po śmierci biskupa, kiedy kościół pozostawał bez przywódcy wierni zebrali się w domu jednego z chrześcijan i wypisywali imiona kandydatów. Gdy padło imię Szachdosta, ten bez obawy przed śmiercią, przyjął tytuł biskupi. Wyznaczył wielu metropolitów i biskupów, którzy wspierali wiernych w czasie prześladowań Szapura. Dwa lata później Szapur wydał specjalny edykt i aresztował Szachdosta. Przed aresztowaniem miał wizję we śnie w której ukazał mu się Symeon stojący na szczycie drabiny do nieba i mówiący do niego "Chodź, tak jak i ja wszedłem". Kiedy opowiedział o tym wiernym ci zasmucili się. Trzy dni potem został aresztowany wraz ze 128 innymi biskupami, księżmi , mnichami i mniszkami. Zostali wtrąceni do więzienia na pięć miesięcy, gdzie poddano ich torturom aby wyrzekli się wiary, ale nie uczynili tego. 120 z nich zostało skazanych na śmierć, ale Szachdost wraz mniszkami został odesłany przed oblicze władcy. Ten namawiał go aby został magiem i powiedział, że nie da żyć chrześcijanom dopóki będzie przy władzy. Szachdost odpowiedział mu: "Tak długo jak w morzach będzie woda, tak długo istnieć będzie chrześcijaństwo". Król wpadł we wściekłość i skazał go na śmierć w miesiącu kwietniu po pięciu miesiącach przetrzymywania w zamknięciu. Szachdost był biskupem przez dwa lata i pięć miesięcy.

Fragment Kroniki Bar Hebraeusa:

Po Mar Symeonie Barsabie, Szachdost. Jest to perskie imię, oznaczające "przyjaciel króla", Grecy nazywali go Sadok. Szachdost był archidiakonem przy Symeonie i był jego siostrzeńcem i pochodził z Bet Garmai. Trzy miesiące po śmierci swojego mistrza, został w tajemnicy wybrany na biskupa. Dwa lata później we śnie zobaczył wielki ogień, płonący od ziemi do niebios i ukazał mu się Symeon mówiący: "Mój bracie Szachdoście, wejdź do królestwa naszego Pana".  Wieści o tej wizji tak rozsierdziły bezbożnego Szapura że nakazał aresztować Szachdosta i 118 księży, wiernych i mnichów a także dwóch braci Szachdosta. Zostali oni wszyscy zabici za wyznawanie religii Chrystusa. Mówi się, że Szachdost stanął przed królem który rzekł do niego: "Zabiłem Symeona, przywódcę chrześcijan Dlaczego wiedząc o tym zdecydowałeś się stanąć na czele ludzi którymi się brzydzę?". A wówczas ten święty mąż odparł mu: "Naszym przywódcą jest Bóg Najwyższy. Jest on tym który daje nam przewodników. I tak jak morza nigdy nie wyschną, tak chrześcijaństwo nigdy nie zniknie z powierzchni ziemi". Szapur, rozsierdzony tymi słowami, skazał Szachdosta i jego towarzyszy na śmierć.